# Bataguassu
Bataguassu é um município brasileiro do estado de Mato Grosso do Sul situado na microrregião de Nova Andradina. Segundo o Censo de 2022, sua população era de 23 031 habitantes.
Situada na divisa entre Mato Grosso do Sul e São Paulo, Bataguassu é um importante corredor rodoviário de acesso ao estado. Cidade onde a violeira Helena Meirelles viveu grande parte de sua vida.
Por ficar às margens do Rio Paraná, possui o apelido de Beira do Rio Paraná.
O nome vem do tupi grande, referindo-se ao rio Guaçu, cujas águas banham a região. Ao longo dos anos, a grafia foi alterada para Guaçu, G'uasu e finalmente para Guassu.

## Geografia
O município de Bataguassu está situado no sul da região Centro-Oeste do Brasil, no leste de Mato Grosso do Sul (Microrregião de Nova Andradina). Localiza-se na latitude de 21º42’51” Sul e longitude de 52°25’20” Oeste.
Distâncias
- 330 km da capital estadual (Campo Grande)
- 1061 km da capital federal (Brasília).

### Geografia física

#### Solos
Predomínio de latossolo vermelho escuro de textura média e baixa fertilidade natural, associado nas porções mais movimentadas do relevo a podzólicos vermelho escuro e vermelho-amarelo, com textura arenosa/média e baixa fertilidade natural, às margens do rio Paraná são encontrados solos diversos, com predominância dos hidromórficos, com características físicas e químicos muito variável.

#### Clima e temperatura
As temperaturas médias do mês mais frio fica entre 15 °C e 20 °C. O período seco estende-se de 4 a 5 meses. A precipitação anual varia de 1.200 a 1.500mm.

#### Relevo e altitude
Com declividades suaves com no máximo 5°, apresenta modelados tabulares entremeados de áreas planas em quase toda a extensão do município. Em uma larga faixa proximidades do Rio Paraná encontram-se modelados de acumulação.

#### Vegetação
Predomina no município a pastagem plantada. Há em menores proporções, Savana Parque (campo sujo), contatos Savana/Floresta Estacional e Várzeas.

#### Hidrografia
O município está inserido na Bacia Hidrográfica do Rio Paraná, especificamente na Sub-bacia do Rio Pardo, a qual drena para o Alto Rio Paraná.
A região do Alto Paraná, com uma declividade média de 0,18 m km (-1), apresenta uma ampla planície alagável que se estende por cerca de 480 km, especialmente em sua margem direita. Cerca de metade dessa várzea foi subtraída do sistema pelo reservatório da Usina Hidrelétrica Sérgio Motta.
A sub-bacia do Rio Pardo drena uma área de 39.533,64 km².
O Rio Pardo é formado de grandes afluentes; nasce a 118,528 km ao norte de Campo Grande, com o nome de Capim Branco, e denomina-se Pardo depois da confluência do Pinhé. Recebe as águas do Rio Botas, que tem a sua nascente a 23,705 km ao norte da cidade, tem um curso de 130,38 km e foi margeado pela estrada de ferro. Também, recebe as águas do Rio Anhanduí que é seu principal afluente. A partir daí, percorre como divisor municipal de Bataguassu e Santa Rita do Pardo, desaguando no Rio Paraná, reservatório da Usina Hidrelétrica Sérgio Motta.

### Geografia política

#### Fuso horário
Segue o horário de Brasília e -3 com relação a Greenwich.

#### Área
Possui área de 2.416,70 km²

#### Subdivisões
A área urbana do município é composta por 13 bairros na cidade, o Distrito da Nova Porto XV de Novembro e o Bairro São Sebastião da Reta A-1.

#### Limites
- Norte: Ribas do Rio Pardo e Santa Rita do Pardo
- Sul: Anaurilândia
- Leste: Estado de São Paulo
- Oeste: Nova Andradina

#### Número de eleitores
| Ano  | Nº de eleitores |
| ---- | --------------- |
| 1990 | 7.597           |
| 1992 | 8.960           |
| 1994 | 9.421           |
| 1996 | 7.293           |
| 1998 | 8.199           |
| 2000 | 9.706           |
| 2002 | 10.585          |
| 2004 | 12.609          |
| 2005 | 12.800          |
| 2006 | 13.106          |
| 2007 | 13.391          |
| 2010 | 19.596          |

#### Brasão de armas

Brasão de Bataguassu

De autoria do heraldista, Arcinoé Peixoto de Faria, o brasão foi concebido em 1973 e possui os significados que seguem.
O escudo samítico, usado para representar o brasão de armas de Bataguassu, foi o primeiro estilo de escudo introduzido em Portugal por influência francesa, herdado pela heráldica brasileira como evocativo da raça colonizadora e principal formadora de nossa nacionalidade.
A coroa mural, que o sobrepõe, é o símbolo universal dos brasões de domínio que, sendo de argento (prata) de oito torres, das quais apenas cinco são visíveis em perspectiva de desenho, classifica a cidade representada na segunda grandeza, ou seja, sede de Comarca.
O metal argente prata de campo de escudo é símbolo de paz, amizade, trabalho, prosperidade, pureza e religiosidade.
A economia municipal é apoiada na agropecuária, razão da cabeça de boi preta, dos feixes de arroz de sinopla, atadas de goles com espigas maduras ao natural, indicando o principal produto da terra fértil.
Os significados transmitidos pelas cores são:
- Preto: prudência, sabedoria, moderação, austeridade, firmeza de caráter;
- Verde: honra, civilidade, cortesia, alegria, abundância, esperança;
- Vermelho: amor pátrio, dedicação, audácia, intrepidez, coragem, valentia;
- Azul: representa o Rio Paraná
- Prata: com peixe indicando a piscosidade do rio.

Enfim, estes e outros significados traçam o perfil da história local, representados em cores e objetos.

#### Bandeira

Bandeira de Bataguassu

Assim como o brasão, a Bandeira de Bataguassu é de autoria do Professor Arcinoé Antonio Peixoto de Faria, e também apresenta uma série de significados e regras de exibição.
O Brasão aplicado na bandeira representa o governo municipal. O retângulo branco representa a própria cidade-sede do município, além de ser símbolo de paz, amizade, trabalho, prosperidade, pureza e religiosidade. A faixa branca central representa a irradiação do poder municipal, a cor vermelha exprime amor próprio, dedicação, audácia, intrepidez, coragem, valentia. As faixas verdes indicam as propriedades rurais, além de expressar a esperança, a honra, civilidade, alegria e abundância. Entre outras, é terminantemente proibido o uso da bandeira para servir de pano de mesa em solenidades. Proíbe-se ainda o seu hasteamento em locais considerados inconvenientes pelos poderes competentes.

## História
Em 1900 Manuel Costa Lima (ou Major Toro, título de honra recebido por ser Major da guarda nacional, entregue por seu fiel amigo e associado), saiu de sua fazenda Ponte Nova para explorar sertão adentro rumo à fronteira com o Estado de São Paulo. Não conseguindo atingir o objetivo, organizou posteriormente uma segunda expedição partindo da mesma fazenda Ponte Nova no dia 9 de maio de 1900.
Essa expedição atingiu as margens do rio Paraná na barra do Rio Pardo, onde foi fundado o distrito de Porto XV de Novembro. Em julho de 1904, o engenheiro agrimensor Emílio Rivasseau fazia o levantamento e a medição da estrada recentemente aberta por Manuel da Costa Lima. A estrada ligava o Arraial de Santo Antônio de Campo Grande ao Porto XV de Novembro, com uma distância de 54 léguas e 5.103 metros, cujas medidas constavam no Memorial descritivo assinado em agosto de 1904. Em seguida foi essa estrada recebida oficialmente pelo governador do Estado de Mato Grosso, através de seu representante, previamente designado, agrimensor José Paes de Faria. O objetivo da obra era a ligação do comércio com o Estado de São Paulo. Com essas providências, o sertanista Manuel da Costa Lima, já colocava o Porto XV de Novembro ao alcance de qualquer cidadão mato-grossense.
Ao chegar no Porto XV de Novembro, Manuel da Costa Lima se depara com um novo impasse: Como atravessar os 2 km de rio? Não para as pessoas, que poderiam ser facilmente acomodadas em canoas e batelões, mas sim a travessia do gado, das boiadas, vacadas, tropas de burros, cavalos, entre outros. Sua capacidade, sua inteligência e suas forças eram agora seriamente desafiadas por esse vital problema. Chegou a conclusão de que teria que ser feita uma “balsa curral” grande, para transportar muitos animais de uma só vez. Para rebocar a balsa curral, seria necessário uma lancha grande, um vapor. Surge então outro impasse: Onde encontrá-los? Nesta época, não existia nesta região esse tipo de navegação. Mas como o problema exigia solução, Major Cecílio imediatamente seguiu para a cidade de Concepción, no Paraguai, onde vira, de outra feita, vapores que seriam adequados ao serviço.

### Compra do vapor paraguaio “Carmelita”
No fim de 1904, efetuava-se em Concepción do Paraguai, a compra do vapor denominado “Carmelita”. Para essa compra, Major Cecílio levou uma boiada com 200 rezes, que foram vendidas no Paraguai. Com o produto da venda do gado, pagou o barco e mandou confeccionar, na mesma cidade, um carretão grande, ultra-resistente, além de quatro rodas, também super reforçadas com chapas de ferro. Em abril de 1905, o vapor Carmelita, depois de navegar pelo rio Paraguai acima, foi ancorar no rio Aquidauana, na foz do ribeirão Taquaruçu. No período entre a compra do vapor e a sua chegada à foz do ribeirão, Major Cecílio, volta à fazenda Ponte Nova para preparar a grande comitiva que o transportaria por via terrestre.
Tomou emprestado alguns bois de carro, no total de duzentos, e também carros de bois e carretas, que foram convenientemente preparados para a viagem. Reuniu uns 20 peões carreiros. Abasteceu a comitiva de víveres, ferramentas e de diversos utensílios que lhe pudessem ser úteis naquela expedição. No dia aprazado, estava ele na barranca do rio Aquidauana para iniciar a etapa mais difícil de seu maravilhoso projeto. Tudo aquilo que ali estava no rio, barco a vapor e carretão, teria que ser posto ao seco, na terra firme. Eram toneladas a serem arrastadas para fora d’água. Não existia guindaste e nem sequer uma rampa apropriada. Dispunha somente da força física dos bois e, acima de tudo, da engenhosidade, da inteligência daquele sertanista intrépido. Retirado da embarcação, o carretão foi desmontado quase que totalmente. Retirou-se o mastro, a caldeira, chaminé, enfim, tudo o que dela fosse removível. Por fim, acomodados nos carros e nas carretas. Depois de muito tempo de trabalho árduo, foi o casco do navio içado do rio Aquidauana e colocado sobre o carretão. Começou então a caminhada rumo à serra e depois sucessivamente, “serra a cima serra a baixo”. Caminhada penosa, exigindo não só dedicação daqueles bravos trabalhadores, mas muito sacrifício. Aquele casco de vapor em cima do carretão era presa fácil do terreno mole, dos brejos e dos areais existentes na rústica estrada.
A viagem decorria lenta e morosa. Quando aquele monstro de quatro rodas atolava no brejo ou na areia, havia que ser levantado com todo aquele peso em cima. De uma forma ou de outra o serviço era feito e, o foi por muitas e muitas vezes. Quando o pesado veículo era levantado, colocava-se madeira branca por baixo do mesmo, que muitas vezes também não resistia, atolando-se sob as toneladas de peso. Quando isso ocorria a operação era repetida, tantas vezes quantas se tornassem necessárias. Difícil era atravessar um brejo, onde a comitiva esteve cerca de 15 dias em um só acampamento. Vários problemas surgiram. Toda arrumação do carro era feita de correias torcidas; as tiradeiras, uma vez molhadas, com as constantes chuvas, apodreciam e partiam-se sendo substituídas por material novo, feito na hora. Nas subidas o freio era constituído de pedras ou pedaços de madeira resistente colocados atrás das rodas do pesado veículo.
Para as descidas da serra, córregos e nos baixados, o gênio criativo do bandeirante entrou em ação, e o tipo de freio certo foi engenhado. Vinte e cinco juntas de 50 bois alinhados, puxando para a frente o carretão, e ligado no carretão na sua traseira, por uma “fieira” de 6 juntas de 12 bois. Ligado, ou arrastado por esta “fieira”, uma grande tora de madeira; esta e as 6 juntas de bois não permitiam que o carretão disparasse nas descidas ou ladeiras. E quando necessitasse parar o pesado veículo, bastava cercar pela frente a fieira de 6 juntas. Do ponto de partida, na margem esquerda do Rio Aquidauana, subindo e descendo a serra de Maracaju até o arraial, ou vila de Campo Grande, mais de sessenta dias foram gastos.

### Fundação
Depois da abertura da estrada ligando Mato Grosso com São Paulo, em 1953, o checo Jan Antonín Bata funda a localidade de Bataguassu.
Em 1932, Arthur Diederichen vendeu a Companhia de Viação São Paulo-Mato Grosso, incluindo terras, embarcações, pousos de boiada, armazéns, fazendas e direitos, a Jan Antonín Bata, o qual conservou a mesma denominação da Companhia.
Jan Antonín Bata nasceu na localidade de Uherské Hradiště, na antiga Checoslováquia, onde era denominado “O rei do calçado”. Naquele país foi um grande industrial. Seu hermano Tomás era fundador das indústrias Bata, e Jan foi seu continuador, ampliando suas fábricas nos cinco continentes. Culto e viajado, dominava sete idiomas. Foi o homem mais importante de Zlim e um dos mais conceituados na Checoslováquia, preocupando-se com a educação, instrução e bem estar da comunidade, sendo o nome Bata em sua pátria sinônimo de energia, trabalho, cooperação e honra. Perseguido e injustiçado pelos seguidores de Hitler; exilou-se nos Estados Unidos, de onde veio para o Brasil. Em 1941 já havia instalado uma indústria de calçados em Batatuba, no Estado de São Paulo, primeira cidade que fundou no Brasil.
Entre as terras que adquiriu de Arthur Diederichen, quando da compra da Companhia de Viação São Paulo - Mato Grosso, estavam os 70.000 hectares das fazendas Formosa e Limeira, às margens do Rio Pardo, onde decidiu criar uma cidade. Em 1942, no espigão divisor das águas dos córregos Guaçu e Sapé; não muito distante do Rio Pardo, escolheu o lugar onde seria edificada a cidade de Bataguassu.
Além do planejamento urbano da cidade, fez também o mesmo com a zona rural, com pequenos lotes. Tanto os terrenos urbanos como os rurais eram vendidos a preços módicos, em suaves prestações, para despertar o interesse dos primeiros colonos. Construiu as primeiras casas destinadas aos operários e funcionários da Companhia, um armazém para fornecimento à população florescente e um pequeno templo católico, no centro de onde hoje se encontra a Praça Jan Antonin Bata. Nele colocadas lindas imagens importadas. Em 23 de agosto de 1965 morreu Jan Antonin Bata.

### Criação do cartório de paz e sede do Distrito de Ivinhema
Montou inicialmente uma serraria, cuja caldeira fornecia iluminação elétrica para o povoado e movia o motor estacionário que abastecia a população de água. A seguir, começou uma olaria à margem do Rio Pardo, mais tarde transformada em cerâmica. Montou uma leiteria e mais tarde uma granja. Durante a segunda Guerra Mundial, apesar do trabalho relevante desenvolvido por Jan Antonin Bata, o Governo Federal retirou-lhe a concessão da navegação, encampando as ambarcações, os pousos de boiadas e mais uma área de terras em Porto XV de Novembro, incorporando tudo ao Serviço de Navegação da Bacia do Prata. As primeiras casas em Bataguassu foram construídas por Joaquim Simplício da Silva, Manuel Rocha e Durval Catão. Foram construídas pela Companhia de Viação São Paulo - Mato Grosso, de início, uma residência para o administrador, um escritório, um armazém, cerca de vinte casas para colonos e um hotel.
Os primeiros habitantes da região, além de Manuel da Costa Lima e seus descendentes, foram Isaac Cardoso Lopes, na fazenda Sapé; Domício de Aragão Bulcão, no pouso Guassu; Felisberto Viana e Ambrósio Lemes na Fazenda Matinha. Em 12 de Maio de 1945, Bataguassu foi escolhida para a sede do então Distrito de Ivinhema, criado pela lei nº. 1805 de 17 de julho de 1930, na data foi criado o Cartório de Paz no Distrito de Ivinhema, o qual funcionou inicialmente na Fazenda Uerê, sendo o primeiro escrivão o Sr. José Francisco da Cruz. Posteriormente o cartório foi transferido para a sede da Fazenda Acampamento, sob a responsabilidade de Blak Paes Ferreira, o qual transferiu o cartório para a vila de Bataguassu.

### Emancipação

#### Precariedade local
Apesar da relativa melhoria urbana, na época as condições do local eram precárias, não havia nenhuma infraestrutura, existia apenas 30 casas de madeira no local com aproximadamente 200 habitantes e muito a ser desbravado. A energia elétrica era racionada, gerada através de um motor estacionário que funcionava das 18 às 22 horas.
Um pequeno cômodo de madeira era usado como capela e a celebrações eram realizadas anualmente pelo sacerdote de Rio Brilhante, que se deslocava a cavalo até a vila. Foi Frei João Damasceno que rezou a primeira missa nesta capelinha de madeira entre os coqueiros da praça central (denominada Jan Antonín Bata), em 29 de Junho de 1948. Foi em 1 de Maio de 1954, que o capuchinho gaúcho, Frei Luís Maria de Tomás Flores, entrou em Bataguassu como primeiro vigário da paróquia. Já nesta época a festa religiosa em homenagem ao santo padroeiro, São João Batista, era realizada com as quermesses durante o mês de junho, a renda arrecadada era revertida para a construção da primeira igreja de alvenaria.
A alfabetização das crianças era realizada em um salão de madeira de forma bastante precária, onde um professor dava aulas por conta da Companhia colonizadora. Só em 1953 foi edificado pela Companhia colonizadora o primeiro prédio para realizar a alfabetização das crianças do município. Com uma sala de aula, dois sanitários e alojamento para o professor Peri Barbosa Martins e Enio Martins, Tenente Nelson e amigos, preocupados com o desenvolvimento do local, conseguiram que o prédio fosse cedido para o Estado de Mato Grosso. No local foi então criada a Escola Rural Mista Coronel Pedro Celestino, que teve como primeira professora Maria da Conceição, exercendo o cargo até 1965.
Mais tarde, após a emancipação do município, a escola rural foi renomeada como Escolas Reunidas Manuel da Costa Lima.

#### Progresso, primeiro prefeito e instalação de Bataguassu
Como importantes figuras dessa história, a Família Martins foi de grande significado para a história de Bataguassu. Nascido entre as cidades de Sidrolândia e Rio Brilhante, precisamente no município de Campo Grande, que na época compreendia o território onde hoje encontra-se Bataguassu. Enio Martins era descendente da família dos “Barbosa da Vacaria” e se destacava na política local. Em 1926, a família mudou-se para uma fazenda onde hoje está a cidade de Nova Andradina. A família Martins permaneceu no local até a vênda da Fazenda Baile, em 1952, quando no dia 8 de março do mesmo ano, a convite do tenente Nelson Verlangieri D’Oliveira (genro de Jan Antonin Bata), chegaram em Bataguassu.
Em 1953 o governador do estado de Mato Grosso, Fernando Correia da Costa, a convite do tenente Nelson Verlangieri de Oliveira, Pery Martins e Enio Martins, visitou Bataguassu, quando inaugurou uma nova escola, a Escola Rural Mista Coronel Pedro Celestino, e assistiu a um desfile de máquinas agrícolas que o deixou bastante impressionado. Empolgado, o governador prometeu a emancipação política de Bataguassu. No dia 11 de Dezembro do mesmo ano assinou a Lei 683 que elevou a vila a sede de Município, o qual tinha as mesmas divisas do distrito de Ivinhema, abrangendo as terras que hoje formam os municípios de Bataguassu, Anaurilândia, Nova Andradina, Bataiporã e Taquarussu. A partir desta data foi nomeado Prefeito de Bataguassu, Ladislau Deák Filho.
Apesar de Bataguassu ter sido fundada em 1953, a Ata da Sessão Especial de Instalação do Município e da Administração Municipal respectiva, bem como de compromisso e posse dos vereadores e de Instalação da Câmara Municipal e do primeiro prefeito eleito, foi em 19 de fevereiro de 1955, tendo com o primeiro prefeito eleito o Sr. Enio Martins e seu vice-prefeito o Sr. Domício de Aragão Bulcão, exercendo o cargo posteriormente por mais dois mandatos. Os primeiros vereadores eleitos foram os senhores Pery Barbosa Martins, Lázaro Severino da Silva, José Heitor de Almeida Camargo, Laucidio Ávila de Lima e Joaquim Silvério da Silva.
Após a posse concedida pelo Dr. Silvio Borba Carrilho de Oliveira - DD. Juiz Eleitoral da 11ª zona eleitoral – foi feito a eleição para composição da Mesa Diretoria da Câmara Municipal, sendo eleito o primeiro presidente da Câmara Municipal o senhor Pery Barbosa Martins, vice-presidente o Sr. José Heitor de Almeida Camargo, 1º secretário o Sr. Lázaro Severino da Silva.
A terra foi recebendo novos habitantes que mais tarde influenciariam em seus destinos, tais como, José Vicente Vitiritti, José Veríssimo do Amaral, Ailton Pinheiro Ferreira, Shiguetsugo Kawanami, Yataka Kasai, Francisco Machado de Sousa, Adonel Elias Barbosa, Arlindo Evaristo Bonfim, Odorilho Ferreira, José Francisco Xavier, Manuel Pereira de Sousa, José Alves Barroso , Vladimir Kubik EAnésio Alves da Silva.
Pioneiro e colonizador do Município de Bataguassu, Vladimir Kubik atuou ao lado de Jan Antonín Bata na colonização de parte da região sudeste do Mato Grosso do Sul, que só foi possível graças à Companhia Viação São Paulo-Mato Grosso, da qual Antonin Bata era o proprietário e Kubik trabalhava como administrador. Junto com seu filho, Vladmir José Kubik, lançou um dos primeiros loteamentos imobiliário de Bataguassu.
Em 1977 o município passa a fazer parte do atual estado de Mato Grosso do Sul.

### Nome e município de origem
O nome faz referência às indústrias de calçado Bata, do checoslovaco Jan Antonin Bata, o rei dos calçados, o qual estabeleceu-se no Brasil em 1932 fugido do partido nazista. Antes de fundar Bataguassu, fundou a localidades de Batatuba (SP), em 1941, e dez anos depois (1963) fundaria Batayporã (MS).

## Administração

### Prefeitos de Bataguassu e seus períodos
1º - Ladislau Deak Filho: de 11 de dezembro de 1953 a 18 de fevereiro de 1955 (nomeado)
2º - Enio Martins: de 19 de fevereiro de 1955 a 30 de janeiro de 1959 (Vice: Domício de Aragão Bulcão)
3º - Lázaro Severino da Silva: de 31 de janeiro de 1959 a 30 de janeiro de 1963 (Renunciou em 15 de abril de 1961) (Vice: Joel Duarte Hag Mussi)
4º - Enio Martins: de 31 de janeiro de 1963 a 30 de janeiro de 1967 (Vice: Gerônimo Gimenes)
5º - Adonel Elias Barbosa: de 31 de janeiro de 1967 a 30 de janeiro de 1970 (Vice: Manuel Pereira Sousa)
6º - Enio Martins: de 31 de janeiro de 1970 a 30 de janeiro de 1973 (Vice: Ailton Pinheiro Ferreira)
7º - Odorilho Ferreira: de 31 de janeiro de 1973 a 31 de janeiro de 1977 (Vice: José Francisco Xavier)
8º - Adonel Elias Barbosa: de 1 de fevereiro de 1977 a 31 de janeiro de 1983 (Vice: Benedito Facce Varaldo)
9º - Ailton Pinheiro Ferreira: de 1 de fevereiro de 1983 a 31 de dezembro de 1988 (Vice: Antônio Machado de Souza)
10º - Antônio Machado de Souza: de 1 de janeiro de 1989 a 31 de outubro de 1992 (Vice: Salvador Justo de Sousa)
11º - Salvador Justo de Sousa: de 1 de novembro de 1992 a 31 de dezembro de 1992 (assumiu)
12º - Ailton Pinheiro Ferreira: de 1 de janeiro de 1993 a 31 de dezembro de 1996 (Vice: Valdemar Barbosa da Silva)
13º - Antônio Machado de Souza: de 1 de janeiro de 1997 a 31 de dezembro de 2000 (Vice: Aparecido Donizete Thomazini)
14º - Ailton Pinheiro Ferreira: de 1 de janeiro de 2001 a 31 de dezembro de 2004 (Vice: Marcos Barbosa Tavares)
15º - João Carlos Aquino Lemes: de 1 de janeiro de 2005 a 31 de dezembro de 2008 (Vice: Zélia Bonfim das Virgens)
16º - João Carlos Aquino Lemes: de 1 de janeiro de 2008 a 31 de dezembro de 2012 (Vice: Zélia Bonfim das Virgens)
17º - Pedro Arlei Caravina: de 1 de janeiro de 2013 a 31 de dezembro de 2016 (Vice: Aparecida Ramos dos Santos Genesio)
18º - Pedro Arlei Caravina: de 1 de janeiro de 2017 a 31 de dezembro de 2020 (Vice: Akira Otsubo)
19º - Akira Otsubo: de 1 de janeiro de 2021 a 31 de dezembro de 2024 (Vice: Zélia Bonfim das Virgens)

## Desenvolvimento urbano

### Esgotamento sanitário
O esgotamento sanitário do município é realizado através de fossas sépticas. As obras para a implantação da estação de tratamento no município já está concluída, sendo que foi realizada a colocação de tubulações em 30% da área do Município, estando no aguardo de autorização para efetuar as ligações domiciliares.
A SANESUL está viabilizando projetos para ampliação do sistema de esgotamento sanitário.

### Coleta e disposição de lixo
O sistema de coleta de resíduos sólidos urbanos é realizado diariamente por meio de uma empresa especializada contratada pela Prefeitura Municipal.
O município pensando em melhorias ambientais e com a finalidade de cumprir com o que diz a Política de Meio Ambiente, encerrou em meados de 2014 o seu depósito irregular de lixo, iniciando desde então as tratativas para recuperação da área, como forma de destinação ambientalmente adequada o município contratou uma empresa especializada em transporte dos resíduos e destinação em aterro sanitário devidamente licenciado.
Ainda o município conta com um programa de coleta seletiva, o qual vem fomentando a geração de emprego e renda dos catadores de recicláveis, e a cada dia visa melhorar o sistema.

### Abastecimento de água
O sistema de abastecimento de água é realizado pela empresa SANESUL. A extensão da rede é de 38.116 m e abastece 5.675 economias, e 100% da população urbana é atendida com o sistema de abastecimento de água.

### Energia elétrica
O fornecimento de energia elétrica é feito pela empresa ENERGISA, e atende 6.599 unidades consumidoras.
Consumo em Mwh
- Residencial: 7.394
- Industrial: 26.941

### Transportes

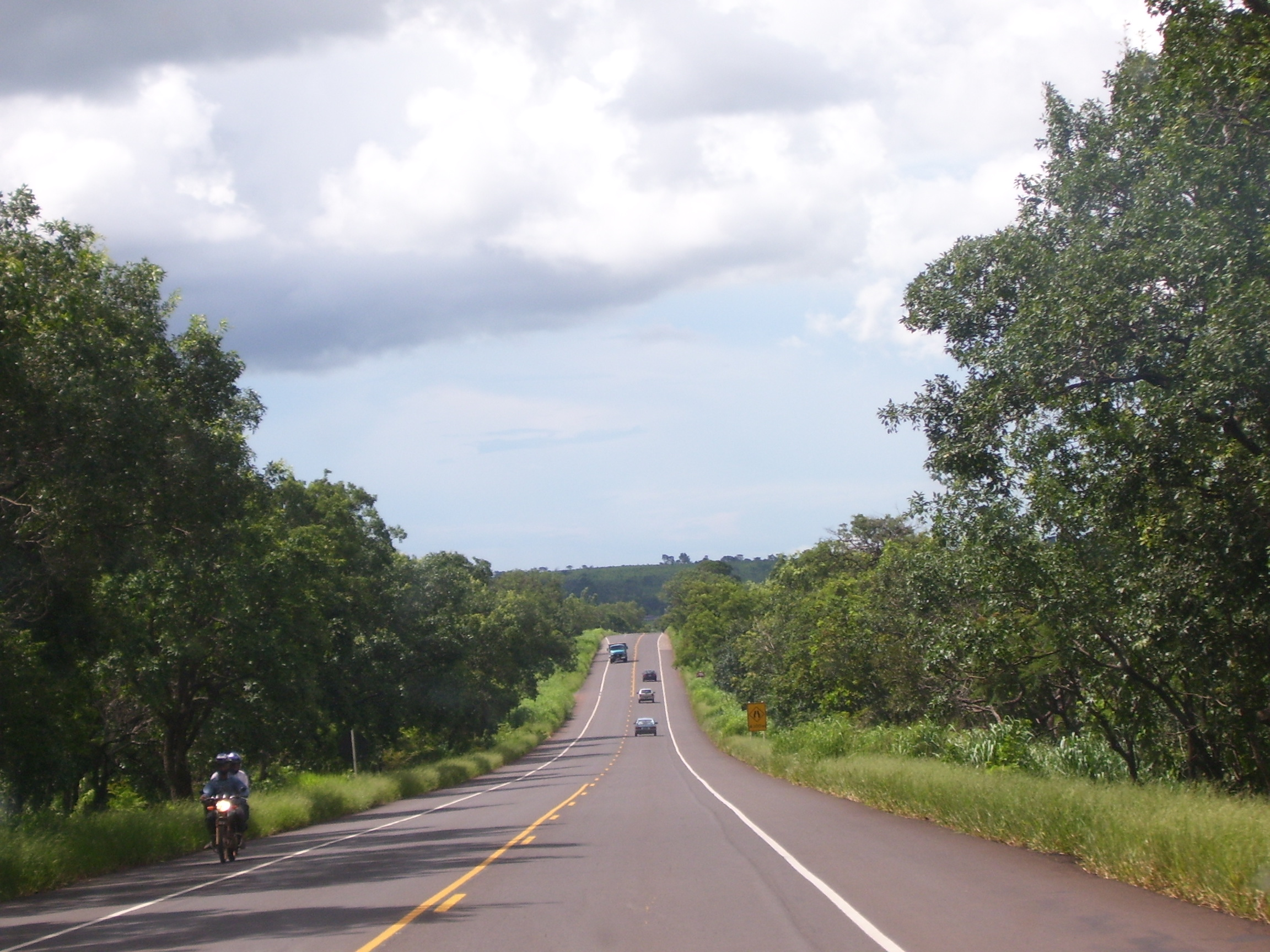
BR-267, rodovia que passa pelo município de Bataguassu

#### Acesso Rodoviário
As rodovias pavimentadas no Estado de Mato Grosso do Sul, estão bem distribuídas, sendo os principais acessos ao município as seguintes rodovias:
- BR-267: corta o sul do Estado, estabelecendo a ligação entre Porto Murtinho (na região oeste) e Bataguassu (Ponte Hélio Serejo), no leste – articulando-se, em Presidente Epitácio (Estado de São Paulo), com as redes: rodoviária e ferroviária daquele Estado.
- MS-395: uma das principais vias de acesso para o sul do Estado.

O transporte de passageiros se dá pelo seu terminal rodoviário, que é administrado pela Viação Motta.

#### Pavimentação
A área urbana do Município está com 70% das vias pavimentadas, restando apenas os bairros implantados recentemente, ou seja, Jardim Campo Grande, Jardim Primavera, Jardim América I, Jardim América II, Jardim Recanto, Jardim Santa Rosa.

#### Acesso hidroviário
O estado de Mato Grosso do Sul é privilegiado quanto aos recursos hídricos, banhado por duas grandes bacias hidrográficas, a do Paraná e Paraguai (ambas platinas), que forma um complexo hidroviário navegável de grande importância. Possuí limites internacionais com o Paraguai e a Bolívia, o que permite maior intercâmbio comercial com os países do Mercosul, e com maior faixa de fronteira que os outros Estados Brasileiros, pelo Rio Paraguai, por via navegável.
O Estado tem importância no contexto geopolítico da América do Sul, onde o setor comercial está voltado à exportação, em face de iniciativa conjunta de empresários e Governo, no fortalecimento das exportações, que hoje são muito dependentes do setor primário, e se pretende reverter com a ampliação e diversificação do setor industrial, onde resultará na estabilização do processo de desenvolvimento sócio-econômico.
A Hidrovia Paraguai-Paraná é um dos mais extensos e importantes eixos continentais de integração política, social e econômica. Ela corta metade da América do Sul, vai desde a cidade de Cáceres, no Estado de Mato Grosso, até Nova Palmira, no Uruguai. São 3.442 km, sendo 2.202 km até a divisa com o Paraguai e Argentina, e servem a cinco países: Brasil, Bolívia, Paraguai, Argentina e Uruguai.
O município conta com um porto de carga e descarga, que interliga a hidrovia Tietê/Paraná.

#### Acesso aéreo
Não há opções de transporte aéreo para o município, havendo somente um aeroporto particular pavimentado junto ao Frigorífico Marfrig.

### Telecomunicações
Os serviços de telefonia no Município são prestados pela empresa Oi e conta com um total de 3.208 terminais instalados. A telefonia celular dispõe de torres das operadoras: TIM, OI, VIVO e CLARO.

## Educação
O Município não possui instituições de nível superior instaladas, mas oferece cursos à longa distância através das instituições UNIGRAN, UFMS, UFGD e UAB (Universidade Aberta do Brasil), através de aulas via satélite e interatividade via internet.

### Ensino Superior
O Município incentivo a Ensino Superior dando apoio no transporte para as cidades de Presidente Epitácio-SP, Três Lagoas-MS, Campo Grande (Mato Grosso do Sul) e Presidente Prudente–SP, beneficiando mais de 160 alunos universitários.

#### Cursos
Os cursos oferecidos são:
- Graduação – Administração, Pedagogia, Matemática, Serviço Social, Ciências Contábeis e Letras.
- Pós-Graduação – MBA Executivo – Gestão Escolar – Ensino Escolar – Ensino
- Religioso, Educação Infantil e Séries Iniciais, Educação Especial: Práticas Inclusivas na Escola, Ensino de Filosofia e Sociologia, Ensino de
- Geografia e História, Ensino de Ciências e Matemática, Ensino de Linguagens (Português e Espanhol) e Psicopedagogia Institucional.
- Licenciatura em Informática.

## Saúde e óbito

### Estabelecimentos de Saúde Pública
- Centro de Saúde: 2
- Posto de Saúde: 4
- Unidades de Vigilância Sanitária: 1
- Laboratório de Análises Clínicas: 1
- Hospital: 1
- Número de leitos: 22

### Unidades de Saúde e Atendimentos
Unidade de Saúde - Número de Procedimentos/média mês
- Posto de Saúde – Jardim Acapulco – PSF - 1.675
- Posto de Saúde – Jardim São Francisco – PSF 1.584
- Centro de Saúde 3.285
- Posto de Saúde – Nova Porto XV – PSF 1.479
- Posto de Saúde – Reta A-1 170
- PSF Rural (Assentamentos) 1.134
- Centro Especialidades 3.172
- Laboratório de Análises Clínicas Irmandade Santa Casa de Misericórdia de Bataguassu 2.087

Os estabelecimentos de saúde descritos no quadro atende à população de Bataguassu nas especialidades: Clínico Geral, Neurologista, Pediatria, Psiquiatria, Psicólogo, Fonoaudiologia, Cardiologia, Oftalmologia, Ginecologia, Ortopedia, Fisioterapia, Nutricionista e Odontologia.
O Centro de Referência para os casos que não podem ser atendidos no Município são encaminhados para Três Lagoas e Campo Grande.

### Cemitério
O cemitério foi inaugurado em 1956, contendo uma área de 26.110 m², com 3.024 sepulturas, sendo o único do Município, localizando-se à margem direita da MS-395, entrada da cidade.
Devido ao pequeno espaço disponível já está sendo estudado uma nova área para implantação de outro cemitério.

## Economia
Com Produto Interno Bruto de mais de 300 milhões de reais, Bataguassu se destaca na agropecuária.

### Setor primário

#### Assentamentos Rurais
O Município conta com cinco assentamentos rurais, que recebem o apoio do INCRA e do poder público municipal para infra-estrutura como: abastecimento de água, recuperação de estradas, saúde, educação, preparo da terra e comercialização dos produtos.
Produção Animal (2007):
- Tipo Produção - Nº Estabelecimentos - Quantidade
- Bovinos - 632 - 197.103 cabeças
- Caprinos - 8 - 40 cabeças
- Ovinos - 86 - 2.175 cabeças
- Suínos - 201 - 5.904 cabeças
- Aves - 348 - 14.067 cabeças
- Leite de vaca - 452 - 7377 mil litros
- Ovos de galinha - 192 - 19 mil dúzias

### Setor secundário

#### Indústria por ramo de atividade
Atividades: Minerais não metálicos, Metalúrgica, Madeireira, Mobiliário, Indústria Química, Perfumaria, Sabões e Velas, Prod. Matérias Plásticas, Vest., Calç., Artef. Tecidos, Produtos Alimentícios (Frigorífico), Editorial e Gráfica, entre outros,

### Setor terciário
O setor terciário é uma das principais atividades econômicas de Bataguassu e é composto por 222 estabelecimentos.

### Mercado de Trabalho
Relação entre a população e o pessoal ocupado no emprego formal em 2005:
- População Economicamente Ativa (PEA): 7.816
- Empregos Formais: 3.916
- PEA Ocupada (%): 29,2

## Turismo

### Eventos
- Carnaval de Rua de Bataguassu - Batafolia
  - Data: Durante o carnaval
  - Local: Parque da Juventude Fernando Barbosa da Silva
- Dia da Juventude
  - Data: 31/03
  - Local: ocasional
- Quermesses Juninas da Igreja Católica
  - Data: Durante o mês de junho
  - Local: Paróquia São João Batista
- Festa de São Francisco de Assis
  - Data: 25 de Setembro a 04 de 0utubro
  - Salão Paroquial Jardim São Francisco
- Cavalgada – Tropa Guassu
  - Data: Julho
  - Local: Estradas rurais da região
- Batarodeio
  - Data: Início do mês de agosto
  - Local: Parque da Juventude Fernando Barbosa da Silva
- Festa de Nossa Senhora dos Navegantes
  - Data: 15 de agosto
  - Local: Distrito da Nova Porto XV
- Feira do Conhecimento
  - Data: 4ª Semana de Setembro
  - Local: Escola Estadual Peri Martins
- Show da Igualdade Racial e Concurso Miss Beleza Negra
  - Data: Mês de Novembro
  - Local: Avenida Porto XV de Novembro
- Atividades alusivas ao aniversário de Bataguassu / Show / Exposição
  - Data: 11 de Dezembro
- Show da Virada - Reveillon
  - Data: 31 de Dezembro
  - Local: Centro de Eventos João Lemes

## Esporte

### Futebol
- Associação Atlética Bataguassuense: é um Clube de Futebol Brasileiro do município de Bataguassu estado de Mato Grosso do Sul, fundado entre as décadas de 80 e 90, participou de vários Campeonatos Sulmatogrossense de Futebol. Suas cores: vermelho, verde e branco. Presidente: Luiz Martins da Silva (in memorian).
- Associação Atlética Bataguassu: é um Clube de Futebol Brasileiro do município de Bataguassu estado de Mato Grosso do Sul, fundado no ano de 2007 quando participou do Campeonato Sulmatogrossense de Futebol Profissional – Série B. Suas cores: são verde e vermelho. Presidente: Sebastião de Oliveira, popular: Taboca (in memorian).
- Esporte Clube Corinthians de Bataguassu: é um Clube de Futebol Brasileiro do município de Bataguassu estado de Mato Grosso do Sul, fundado no dia 14 de junho de 1991, filiado na Federação de Futebol de Mato Grosso do Sul - FFMS e na Confederação Brasileira de Futebol – CBF, participou de Campeonatos Estaduais da 1ª Divisão do MS nos anos de 1999 (5º Colocado), 2000 (3º Colocado) e em 2002 (8º Colocado). Suas cores: preto e branco. Presidente: José Luiz de Araújo, popular Mazaropi.
- Liga Bataguassuense de Futebol : Foi uma equipe criada para jogas as divisões de base em Bataguassu no ano de 2007 , participou da COPA MS  onde foi 3º Lugar ,e o Campeonato Estadual sub-18 e sub-16 , sendo campeã no sub-16 , esta sendo a única equipe campeã estadual no futebol na história de Bataguassu .

Fonte: Secretaria Municipal de esportes/Entrevista com Professor Antonio José Sobrinho em 16 de fevereiro de 2017.